# Růžďka
Růžďka är en ort i Tjeckien.   Den ligger i regionen Zlín, i den östra delen av landet, 270 km öster om huvudstaden Prag. Růžďka ligger 389 meter över havet och antalet invånare är 877.
Terrängen runt Růžďka är lite kuperad. Runt Růžďka är det tätbefolkat, med 459 invånare per kvadratkilometer. Närmaste större samhälle är Vsetín, 6,1 km söder om Růžďka. I omgivningarna runt Růžďka växer i huvudsak blandskog.